# Premios TVyNovelas de la Meilleure telenovela de l'année

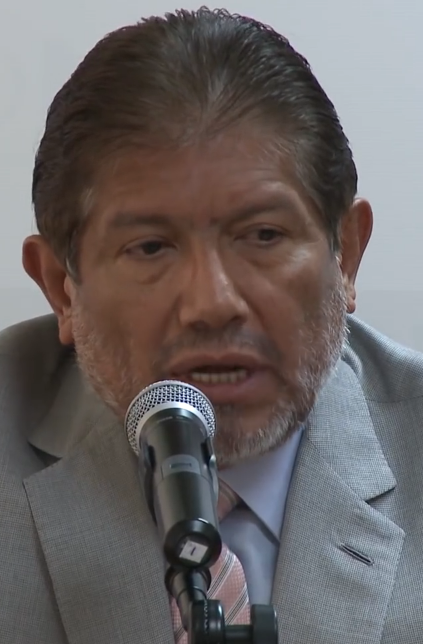
Juan Osorio, lauréat à deux reprises sur huit nominations.

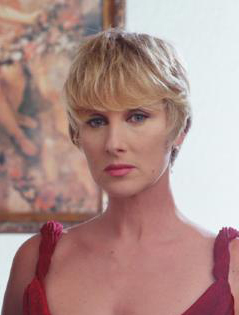
Christian Bach a gagné une fois (avec Humberto Zurita).

|  | Indique le gagnant |

| Année       | Producteur                                 | Telenovela                          | Réf    |
| ----------- | ------------------------------------------ | ----------------------------------- | ------ |
| 1983 (1st)  | Ernesto Alonso                             | El derecho de nacer                 |        |
| 1983 (1st)  | Patricia Lozano                            | Gabriel y Gabriela                  |        |
| 1983 (1st)  | Silvia Pinal                               | Mañana es primavera                 |        |
| 1984 (2nd)  | Ernesto Alonso                             | Bodas de odio                       |        |
| 1984 (2nd)  | Irene Sabido                               | El amor ajeno                       |        |
| 1984 (2nd)  | Ernesto Alonso                             | El maleficio                        |        |
| 1985 (3rd)  | Ernesto Alonso                             | La traición                         |        |
| 1985 (3rd)  | Valentín Pimstein                          | Amalia Batista                      |        |
| 1985 (3rd)  | Carlos Téllez                              | La pasión de Isabela                |        |
| 1986 (4th)  | Ernesto Alonso                             | De pura sangre                      |        |
| 1986 (4th)  | Ernesto Alonso                             | Angélica                            |        |
| 1986 (4th)  | Eugenio Cobo                               | Esperándote                         |        |
| 1986 (4th)  | Ernesto Alonso                             | Tú o nadie                          |        |
| 1986 (4th)  | Valentín Pimstein                          | Vivir un poco                       |        |
| 1987 (5th)  | Carlos Téllez                              | Cuna de lobos                       | [ 1 ]  |
| 1987 (5th)  | Emilio Larrosa                             | El camino secreto                   | [ 1 ]  |
| 1987 (5th)  | Ernesto Alonso                             | Herencia maldita                    | [ 1 ]  |
| 1987 (5th)  | Gonzalo Martínez Ortega                    | La gloria y el infierno             | [ 1 ]  |
| 1987 (5th)  | Valentín Pimstein                          | Monte calvario                      | [ 1 ]  |
| 1988 (6th)  | Carla Estrada                              | Quinceañera                         | [ 2 ]  |
| 1988 (6th)  | Ernesto Alonso                             | Senda de gloria                     | [ 2 ]  |
| 1988 (6th)  | Ernesto Alonso                             | Victoria                            | [ 2 ]  |
| 1989 (7th)  | Carla Estrada                              | Amor en silencio                    | [ 3 ]  |
| 1989 (7th)  | Carlos Téllez                              | El extraño retorno de Diana Salazar | [ 3 ]  |
| 1989 (7th)  | Lucy Orozco                                | El pecado de Oyuki                  | [ 3 ]  |
| 1989 (7th)  | Ernesto Alonso                             | Encadenados                         | [ 3 ]  |
| 1989 (7th)  | Carlos Sotomayor                           | Pasión y poder                      | [ 3 ]  |
| 1990 (8th)  | Juan Osorio                                | Mi segunda madre                    | [ 4 ]  |
| 1990 (8th)  | Lucy Orozco                                | Teresa                              | [ 4 ]  |
| 1990 (8th)  | Julissa                                    | Dulce desafío                       | [ 4 ]  |
| 1990 (8th)  | Valentín Pimstein                          | Simplemente María                   | [ 4 ]  |
| 1991 (9th)  | Luis de Llano Macedo                       | Alcanzar una estrella               | [ 5 ]  |
| 1991 (9th)  | Carla Estrada                              | Cuando llega el amor                | [ 5 ]  |
| 1991 (9th)  | Juan Osorio                                | Días sin luna                       | [ 5 ]  |
| 1991 (9th)  | Verónica Castro                            | Mi pequeña Soledad                  | [ 5 ]  |
| 1991 (9th)  | Ernesto Alonso                             | Yo compro esa mujer                 | [ 5 ]  |
| 1992 (10th) | Carlos Sotomayor                           | Cadenas de amargura                 | [ 6 ]  |
| 1992 (10th) | Carla Estrada                              | Amor de nadie                       | [ 6 ]  |
| 1992 (10th) | Valentín Pimstein                          | La pícara soñadora                  | [ 6 ]  |
| 1992 (10th) | Emilio Larrosa                             | Muchachitas                         | [ 6 ]  |
| 1993 (11th) | Carla Estrada                              | De frente al sol                    | [ 7 ]  |
| 1993 (11th) | Luis de Llano Macedo                       | Baila conmigo                       | [ 7 ]  |
| 1993 (11th) | Valentín Pimstein                          | María Mercedes                      | [ 7 ]  |
| 1993 (11th) | Carlos Sotomayor                           | Valeria y Maximiliano               | [ 7 ]  |
| 1994 (12th) | José Rendón                                | Corazón salvaje                     | [ 8 ]  |
| 1994 (12th) | Emilio Larrosa                             | Dos mujeres, un camino              | [ 8 ]  |
| 1994 (12th) | Carla Estrada                              | Los parientes pobres                | [ 8 ]  |
| 1995 (13th) | Carlos Sotomayor                           | Imperio de Cristal                  | [ 9 ]  |
| 1995 (13th) | Luis de Llano Macedo                       | Agujetas de color de rosa           | [ 9 ]  |
| 1995 (13th) | Ernesto Alonso & Carlos Sotomayor          | El vuelo del águila                 | [ 9 ]  |
| 1996 (14th) | Carla Estrada                              | Lazos de amor                       | [ 10 ] |
| 1996 (14th) | Florinda Meza                              | La Dueña                            | [ 10 ] |
| 1996 (14th) | Lucy Orozco                                | Retrato de familia                  | [ 10 ] |
| 1997 (15th) | Christian Bach & Humberto Zurita           | Cañaveral de pasiones               | [ 11 ] |
| 1997 (15th) | Ernesto Alonso & Carlos Sotomayor          | La antorcha encendida               | [ 11 ] |
| 1997 (15th) | José Alberto Castro                        | Sentimientos ajenos                 | [ 11 ] |
| 1998 (16th) | Salvador Mejía Alejandre                   | Esmeralda                           | [ 12 ] |
| 1998 (16th) | Carla Estrada                              | María Isabel                        | [ 12 ] |
| 1998 (16th) | Carlos Payán & Epigmenio Ibarra            | Mirada de mujer                     | [ 12 ] |
| 1999 (17th) | Carla Estrada                              | El privilegio de amar               | [ 13 ] |
| 1999 (17th) | Carlos Sotomayor                           | La mentira                          | [ 13 ] |
| 1999 (17th) | Salvador Mejía Alejandre                   | La usurpadora                       | [ 13 ] |
| 2000 (18th) | Ernesto Alonso                             | Laberintos de pasión                | [ 14 ] |
| 2000 (18th) | Emilio Larrosa                             | Mujeres engañadas                   | [ 14 ] |
| 2000 (18th) | Roberto Hernández Vázquez                  | Tres mujeres                        | [ 14 ] |
| 2001 (19th) | Salvador Mejía Alejandre                   | Abrázame muy fuerte                 |        |
| 2001 (19th) | Roberto Gómez Fernández                    | Locura de amor                      |        |
| 2001 (19th) | Pedro Damián                               | Primer amor... a mil por hora       |        |
| 2002 (20th) | Carla Estrada                              | El Manantial                        |        |
| 2002 (20th) | Juan Osorio                                | Salomé                              |        |
| 2002 (20th) | José Alberto Castro                        | Sin pecado concebido                |        |
| 2003 (21st) | Ernesto Alonso                             | La Otra                             |        |
| 2003 (21st) | Pedro Damián                               | Clase 406                           |        |
| 2003 (21st) | Angelli Nesma Medina                       | Niña amada mía                      |        |
| 2004 (22nd) | Carla Estrada                              | Amor Real                           |        |
| 2004 (22nd) | Ernesto Alonso                             | Amarte es mi pecado                 |        |
| 2004 (22nd) | Salvador Mejía Alejandre                   | Mariana de la noche                 |        |
| 2005 (23rd) | José Alberto Castro                        | Rubí                                |        |
| 2005 (23rd) | Angelli Nesma Medina                       | Apuesta por un amor                 |        |
| 2005 (23rd) | Rosy Ocampo                                | Misión S.O.S                        |        |
| 2006 (24th) | Carla Estrada                              | Alborada                            |        |
| 2006 (24th) | Salvador Mejía Alejandre                   | La esposa virgen                    |        |
| 2006 (24th) | Salvador Mejía Alejandre                   | La madrastra                        |        |
| 2006 (24th) | Pedro Damián                               | Rebelde                             |        |
| 2007 (25th) | Rosy Ocampo                                | La Fea Más Bella                    |        |
| 2007 (25th) | Roberto Hernández Vázquez                  | Heridas de Amor                     |        |
| 2007 (25th) | Emilio Larrosa                             | La Verdad Oculta                    |        |
| 2007 (25th) | Lucero Suárez                              | Las dos caras de Ana                |        |
| 2007 (25th) | Salvador Mejía Alejandre                   | Mundo de Fieras                     |        |
| 2008 (26th) | Nicandro Díaz González                     | Destilando amor                     |        |
| 2008 (26th) | Carla Estrada                              | Pasión                              |        |
| 2008 (26th) | Mapat L. de Zatarain                       | Yo amo a Juan Querendón             |        |
| 2009 (27th) | Salvador Mejía Alejandre                   | Fuego en la sangre                  |        |
| 2009 (27th) | Angelli Nesma Medina                       | Al diablo con los guapos            |        |
| 2009 (27th) | Giselle González & Roberto Gómez Fernández | Alma de hierro                      |        |
| 2009 (27th) | Nathalie Lartilleux                        | Cuidado con el Ángel                |        |
| 2009 (27th) | Lucero Suárez                              | Querida enemiga                     |        |
| 2010 (28th) | Emilio Larrosa                             | Hasta que el dinero nos separe      |        |
| 2010 (28th) | Salvador Mejía Alejandre                   | Corazón salvaje                     |        |
| 2010 (28th) | Nicandro Díaz González                     | Mañana es para siempre              |        |
| 2010 (28th) | Juan Osorio                                | Mi pecado                           |        |
| 2010 (28th) | Carla Estrada                              | Sortilegio                          |        |
| 2011 (29th) | Giselle González & Roberto Gómez Fernández | Para volver a amar                  |        |
| 2011 (29th) | José Alberto Castro                        | Teresa                              |        |
| 2011 (29th) | Carlos Moreno Laguillo                     | Cuando Me Enamoro                   |        |
| 2011 (29th) | Nicandro Díaz González                     | Soy tu dueña                        |        |
| 2011 (29th) | Angelli Nesma Medina                       | Llena de amor                       |        |
| 2012 (30th) | Rosy Ocampo                                | La fuerza del destino               | [ 15 ] |
| 2012 (30th) | Emilio Larrosa                             | Dos hogares                         | [ 15 ] |
| 2012 (30th) | Juan Osorio                                | Una familia con suerte              | [ 15 ] |
| 2012 (30th) | José Alberto Castro                        | La que no podía amar                | [ 15 ] |
| 2012 (30th) | Salvador Mejía Alejandre                   | Triunfo del amor                    | [ 15 ] |
| 2013 (31st) | Rosy Ocampo                                | Por ella soy Eva                    | ,      |
| 2013 (31st) | Angelli Nesma Medina                       | Abismo de pasión                    | ,      |
| 2013 (31st) | José Alberto Castro                        | Corona de lágrimas                  | ,      |
| 2013 (31st) | Carlos Moreno Laguillo                     | Amor bravío                         | ,      |
| 2014 (32nd) | Nicandro Díaz González                     | Amores verdaderos                   | [ 19 ] |
| 2014 (32nd) | Nathalie Lartilleux                        | Corazón indomable                   | [ 19 ] |
| 2014 (32nd) | Lucero Suárez                              | De que te quiero, te quiero         | [ 19 ] |
| 2014 (32nd) | Rosy Ocampo                                | Mentir para Vivir                   | [ 19 ] |
| 2014 (32nd) | Juan Osorio                                | Porque el amor manda                | [ 19 ] |
| 2015 (33rd) | Juan Osorio                                | Mi corazón es tuyo                  | [ 20 ] |
| 2015 (33rd) | Giselle González                           | Yo no creo en los hombres           | [ 20 ] |
| 2015 (33rd) | Angelli Nesma Medina                       | Lo que la vida me robó              | [ 20 ] |
| 2015 (33rd) | Rosy Ocampo                                | Qué pobres tan ricos                | [ 20 ] |
| 2015 (33rd) | Roberto Gómez Fernández                    | El color de la pasión               | [ 20 ] |
| 2016 (34th) | José Alberto Castro                        | Pasión y poder                      | [ 21 ] |
| 2016 (34th) | Carlos Moreno                              | A que no me dejas                   | [ 21 ] |
| 2016 (34th) | Rosy Ocampo                                | Antes muerta que Lichita            | [ 21 ] |
| 2016 (34th) | MaPat López de Zatarain                    | La sombra del pasado                | [ 21 ] |
| 2016 (34th) | Lucero Suárez                              | La vecina                           | [ 21 ] |
| 2016 (34th) | Pedro Damián                               | Muchacha italiana viene a casarse   | [ 21 ] |
| 2017 (35th) | Giselle González                           | La candidata                        |        |
| 2017 (35th) | MaPat López de Zatarain                    | Corazón que miente                  |        |
| 2017 (35th) | Roberto Gómez Fernández                    | El hotel de los secretos            |        |
| 2017 (35th) | Silvia Cano                                | Sin rastro de ti                    |        |
| 2017 (35th) | Nathalie Lartilleux                        | Un camino hacia el destino          |        |
| 2017 (35th) | José Alberto Castro                        | Vino el amor                        |        |
| 2018 (36th) | Giselle González                           | Caer en tentación                   | [ 22 ] |
| 2018 (36th) | Nicandro Díaz González                     | El Bienamado                        | [ 22 ] |
| 2018 (36th) | Lucero Suárez                              | Enamorándome de Ramón               | [ 22 ] |
| 2018 (36th) | Angelli Nesma Medina                       | Me declaro culpable                 | [ 22 ] |
| 2018 (36th) | Juan Osorio                                | Mi marido tiene familia             | [ 22 ] |
| 2018 (36th) | Eduardo Meza                               | Papá a toda madre                   | [ 22 ] |
| 2019 (37th) | Carlos Bardasano                           | Amar a muerte                       | [ 23 ] |
| 2019 (37th) | Carlos Bardasano                           | La Piloto                           | [ 23 ] |
| 2019 (37th) | Pedro Damián                               | Like                                | [ 23 ] |
| 2019 (37th) | Juan Osorio                                | Mi marido tiene más familia         | [ 23 ] |
| 2019 (37th) | José Alberto Castro                        | Por amar sin ley                    | [ 23 ] |

## Records
- Producteur avec le plus de prix : Carla Estrada avec 8 prix.
- Producteur avec le plus de nominations : Ernesto Alonso avec 18 nominations.
- Producteur avec le plus de nominations (jamais gagnant) : Angelli Nesma avec 8 nominations.
- Producteur récompensé deux années consécutives : Ernesto Alonso, Carla Estrada, Rosy Ocampo et Giselle González.
- Producteur gagnant après une longue période : Juan Osorio de Mi segunda madre (1990) et Mi corazón es tuyo (2015), 25 ans de différence.
- Producteurs lauréats les plus jeunes : Carla Estrada et Juan Osorio, 30 ans.
- Producteur gagnant le plus âgé : Ernesto Alonso, 86 ans.
- Le plus jeune producteur nommé : Carlos Sotomayor, 33 ans.
- Producteur nommé le plus âgé : Ernesto Alonso, 87 ans.
- Telenovela avec le plus de récompenses : Amar a muerte avec 14 récompenses.
- Telenovela avec le plus ds nominations : Mi marido tiene más familia avec 21 nominations.
- Telenovela avec le plus de nominations (sans gagner la moindre récompense) : El color de la pasión et Sin rastro de ti avec 13 nominations.
- Producteurs et telenovelas gagnants avec la même histoire : Ernesto Alonso (Bodas de odio, 1983) et Carla Estrada (Amor Real, 2003).